# Ofioglossàcies
Les ofioglossàcies (Ophioglossaceae) són una família de falgueres de l'ordre Ophioglossales. El nombre de gèneres inclosos varia segons els autors.

## Taxonomia
Inclou cinc gèneres, dos dels quals, Botrychium i Ophioglossum existeixen als Països Catalans, segons la Flora dels Països Catalans, i 80 espècies.
- Botrychium
- Cheiroglossa
- Helminthostachys
- Mankyua
- Ophioglossum